# Кемальбай, Серпиль
Серпиль Кемальбай Пекгёзегю — турецкая левая политическая деятельница. Сопредседательница Демократической партии народов после ареста и последующего исключения из членов парламента Фиген Юксекдаг.

## Биография
Родилась в Ардахане. Окончила школу там же. Свой первый опыт участия в политике приобрела во время учёбы в школе, приняв участие в бойкоте, организованном по политическим причинам. В 1978 году вместе с семьёй переехала в Стамбул, там окончила Стамбульский технический университет. После этого жила в Великобритании, но в начале 1990-х годов вернулась в Турцию.

### Политическая деятельность
Принимала активное участие в деятельности Платформы социалистической солидарности. Также активно участвовала в деятельности профсоюзных организаций. Работала в медицине, текстильной промышленности, а также в сфере обеспечения безопасности трудовой деятельности.
Вступила в Демократическую партию народов. В июне 2015 года баллотировалась от неё в парламент, но не была избрана. После этого вошла в состав ЦИК партии.
В феврале сопредседатель ДПН Фиген Юксекдаг по решению Великого национального собрания была исключена из числа депутатов и из ДПН. Юксекдаг и второй сопредседатель Селахаттин Демирташ с ноября 2016 года находились в тюрьме по обвинению в разжигании и поддержке терроризма. Несмотря на то, что ДПН заявила о незаконности исключения Юксекдаг из партии, всё же после этого она не могла занимать пост сопредседателя.
6 мая 2017 года ЦИК партии номинировал на пост сопредседателя Серпиль Кемальбай, назначив её исполняющей обязанности сопредседателя до следующего партийного конгресса. На 3-м внеочередном конгрессе ДПН, который прошёл 20 мая того же года, она была единогласно утверждена в должности женского сопредседателя партии.